# 天野藤三
天野 藤三（あまの とうぞう、1855年6月7日（安政2年4月23日） - 1928年（昭和3年）3月8日）は、明治から大正時代の政治家、実業家。衆議院議員（1期）。旧姓は井上。

## 経歴
八王子宿（現八王子市）の井上太郎兵衛の二男として生まれ、18歳の時に神奈川県津久井郡鳥屋村（津久井町を経て現相模原市緑区）の名主・天野三郎助の養子となる。上京し尾崎行雄と共に勉学に励んだのち、1885年（明治18年）養父の跡を継ぎ鳥屋村ほか2か村組合戸長となった。1889年（明治22年）初代鳥屋村長に就任し、治山治水に尽力した。1891年（明治24年）神奈川県会議員、1903年（明治36年）津久井郡会議員、同議長を歴任した。1904年（明治37年）3月の第9回衆議院議員総選挙では神奈川県郡部から出馬し当選。衆議院議員を1期務めた。
1925年（大正14年）鳥屋村長に再度就任し3年間務めた。ほか、神奈川県農工銀行取締役や相模興業社長を務めた。墓所は相模原市緑区大字鳥屋の東陽寺。

## 親族
- 四男：天野貞祐（哲学者、教育者、文部大臣）[3]